# Wapen van Quaregnon

Wapen van Quaregnon

Het wapen van Quaregnon is het gemeentelijke wapen van de gemeente Quaregnon in de Belgische provincie  Henegouwen. Het werd in 1981 aan de fusiegemeente toegekend en is sindsdien niet gewijzigd.

## Geschiedenis
De gemeente Quaregnon ontstond in 1977 uit een fusie tussen de gemeenten Quaregnon en Wasmuel. De nieuw gevormde gemeente kreeg het huidige wapen op 26 november 1981 officieel toegekend. Het wapen is nieuw ontworpen, omdat beide voorgaande gemeenten geen wapen voerden. De twee grondgebieden hebben beide ooit behoord tot de eigendommen van de graven van Henegouwen. Maar Wasmuel behoorde ooit ook tot het grondgebied van de abdij van Saint-Ghislain en dat van het kapittel van Saint-Waudru. De twee wapens van de grootgrondbezitters waren zo divers dat zij niet tot een heraldisch correct wapen gemaakt konden worden, daarom heeft de gemeente Quaregnon er voor gekozen om de twee aparte wapens naast elkaar te plaatsen en zo een nieuw wapen bestaande uit twee schilden te vormen. Hierbij zijn wel de externe ornamenten zoals schildhouders achterwegen gelaten.

## Blazoenering
De beschrijving van het wapen luidt als volgt:
Deux écus géminés, le premier écartelé 1 et 4 d'or au lion de sable, armé et lampassé de gueules, aux 2 et 3 d'or au lion de gueules, armé et lampassé d'azur, le second, parti au 1 de sinople à la croix d'argent, au 2, d'or à trois chevrons de sable.

Twee tweelingschilden, het eerste gekwartierd 1 en 4 van goud beladen met een leeuw van sabel, genageld en getongd van keel, in 2 en 3 van goud een leeuw van keel, genageld en getongd van azuur, het tweede gedeeld het eerste van sinopel beladen met een kruis van zilver, het tweede van goud beladen met drie chevrons van sabel.
Het wapen bestaat uit twee schilden die tegen elkaar geplaatst zijn. Het eerste, op heraldisch rechts, is gelijk aan het wapen van Henegouwen. Het tweede is gelijk aan het wapen van het Saint-Waudru-kapittel van de abdij van Saint-Ghislain.
De heraldische kleuren zijn: goud (geel), sabel (zwart), keel (rood), azuur (blauw) en sinopel (groen).